# Golčův Jeníkov
Golčův Jeníkov (en allemand : Goltsch-Jenikau) est une ville du district de Havlíčkův Brod, dans la région de Vysočina, en Tchéquie. Sa population s'élevait à 2 689 habitants en 2022.

## Géographie
Golčův Jeníkov se trouve à 22 km au sud-est de Kutná Hora, à 25 km au nord-est de Havlíčkův Brod, à 48 km au nord de Jihlava et à 80 km au sud-est de Prague.
La commune est limitée par Okřesaneč, Skryje et Zvěstovice au nord, par Vilémov à l'est, par Habry et Chrtníč au sud, et par Nová Ves u Leštiny, Vlkaneč et Podmoky à l'ouest.

## Histoire
La première mention écrite de la ville date de 1150.

## Administration
La commune se compose de sept sections :
- Golčův Jeníkov
- Kobylí Hlava
- Nasavrky
- Římovice
- Sirákovice
- Stupárovice
- Vrtěšice

## Personnalité
- Friedrich Thieberger (1888-1958), écrivain, philosophe et militant sioniste
- Jarmila Kratochvílová (1951-), athlète, championne du monde du 400 m et du 800 m

## Transports
Par la route, Golčův Jeníkov se trouve à 13 km de Čáslav, à 25 km de Havlíčkův Brod, à 52 km de Jihlava et à 107 km de Prague. 